# Episodi di Make It or Break It - Giovani campionesse (terza stagione)
La terza stagione della serie televisiva Make It or Break It - Giovani campionesse è stata trasmessa dal 26 marzo al 14 maggio 2012 su ABC Family.
In Italia la stagione è stata trasmessa su Fox dal 5 luglio al 23 agosto 2012, mentre in chiaro è inedita.
| n° | Titolo originale       | Titolo italiano       | Prima TV USA   | Prima TV Italia |
| -- | ---------------------- | --------------------- | -------------- | --------------- |
| 1  | Smells Like Winner     | Potenziale vincente   | 26 marzo 2012  | 5 luglio 2012   |
| 2  | It Takes Two           | Bisogna essere in due | 2 aprile 2012  | 12 luglio 2012  |
| 3  | Time Is Of the Essence | Fiducia reciproca     | 9 aprile 2012  | 19 luglio 2012  |
| 4  | Growing Pains          | Crescere è complicato | 16 aprile 2012 | 26 luglio 2012  |
| 5  | Dream On               | Continua a sognare    | 23 aprile 2012 | 2 agosto 2012   |
| 6  | Listen to the Universe | Ascolta l'universo    | 30 aprile 2012 | 9 agosto 2012   |
| 7  | Truth Be Told          | Un'amara verità       | 7 maggio 2012  | 16 agosto 2012  |
| 8  | United Stakes          | Le magnifiche cinque  | 14 maggio 2012 | 23 agosto 2012  |

## Potenziale vincente
- Titolo originale: Smells Like Winner
- Diretto da: Michael Schultz
- Scritto da: Kerry Lenhart, John J. Sakmar

### Trama
Dopo la vittoria dei mondiali, Payson, Lauren e Kaylie lasciano la Rock per allenarsi al centro di allenamento USA insieme alle nazionali di tutti gli sport, per l'ultima selezione prima delle olimpiadi che verrà effettuata dal temibile Coach McIntire.
Nel frattempo al centro arriva una nuova ragazza, Jordan Randall, ex campionessa Junior, nota per essere stata cacciata da tutte le palestre frequentate, visti i suoi comportamenti inadeguati; lei e Kaylie un tempo erano amiche ma Jordan dopo aver ottenuto tutte le attenzioni da parte del coach di quel periodo, era diventata ostile nei confronti di Kaylie.
Payson, continua la sua storia con Max a distanza, sentendosi tramite lettere romantiche, ma l'ultima lettera da parte di Max, sarà un duro colpo per Payson, infatti lui decide di interrompere la loro storia. Austin vedendo la disperazione di Payson per la rottura con il ragazzo le rivelerà la bisessualità dell'amico. Lauren, intanto, ha spesso dei capogiri che lei inizialmente crede siano dovuti al suo nuovo profumo ma, dopo aver avuto un malore durante l'allenamento, il coach MacIntire le fa fare una visita dalla nutrizionista che prescrive alla ragazza delle barrette energetiche.
Kaylie, continua la sua storia con Austin.
- Guest star: Neil Jackson (Sasha Beloff), Rosa Blasi (Ronnie Cruz), Jason Manuel Olazabal (Alex Cruz), Anthony Starke (Steve Tanner)
- Ascolti USA: telespettatori: 1.570.000[1]

## Bisogna essere in due
- Titolo originale: It Takes two
- Diretto da: Michael Lange
- Scritto da: Amy Turner

### Trama
Il nuovo Coach decide di cambiare formazione: Kaylie si allena con Kelly e Lauren con Payson. Lauren incomincia sempre più a sentirsi male, Kaylie invece incomincia a essere gelosa dall'amicizia che c'è tra le sue due amiche della Rock. Ogni coppia deve creare per la compagna un esercizio; Kelly crea un'esibizione per Kaylie che comprende una serie di esercizi molto semplici, ciò porta la ragazza a sospettare che Kelly, visti i precedenti nei suoi confronti, la voglia far apparire come non competente lei al contrario ha creato per Kelly un'esibizione fuori dalla sua portata.
Lauren e Payson sembrano cominciare ad andare molto d'accordo, trovano una sintonia sia in palestra che fuori; a questo proposito Lauren si convince a creare un appuntamento segreto per Payson, che però sembri casuale.
Una volta accordatasi con un ragazzo gli comunica il luogo d'incontro e l'ora in cui fingerà di incontrare casualmente Payson; all'appuntamento però si presenta Rigo, amico del ragazzo prescelto da Lauren che era realmente interessato a Payson e che coglie l'occasione per conoscerla. I due ragazzi hanno subito una forte sintonia e si piacciono.
Kelly per paura di perdere l'amicizia di Kaylie mente dicendole che è in grado di fare la serie di esercizi che lei ha scelto per la sua esibizione, in più le regala un body fatto su misura che però a Kaylie non piace.
È il giorno delle esibizioni e tutte le coppie si esibiscono dimostrando affiatamento e fiducia ad eccezione di Kelly e Kaylie; Kelly fallisce la sua performance e Kaylie per rimediare si esibisce con una serie di esercizi diversi da quelli stabiliti e più difficili. Il coach al termine delle esibizioni prende in disparte le due ragazze dicendo loro che l'esibizione era un esercizio per costruire un rapporto di fiducia tra le coppie e che loro devono chiarire le loro divergenze.
Kelly e Kaylie chiariscono le loro incomprensioni e decidono di mettere una pietra sopra le loro vicende passate e ricominciare da capo.
- Ascolti USA: telespettatori 1.170.000[2]

## Fiducia reciproca
- Titolo originale: Time is of the Essence
- Diretto da: Jonathan Frakes
- Scritto da: Liz Maccie

### Trama
Mancano solo sei settimane alle Olimpiadi ma il team delle ginnaste sembra sempre meno, ogni giorno che passa, un gruppo coeso.
Payson rilascia un'intervista per un programma sportivo e, ancora una volta, il giornalista le chiede di parlare della storia del bacio tra lei e Sasha; la ragazza non risponde alla domanda stufa per essere tormentata ancora da quella storia.
Kaylie parla con Kelly di quanto il bacio con Sasha sconvolga Payson; Kelly propone di scoprire finalmente il colpevole che giace dietro il famoso video del bacio mandato al NGO.
Per migliorare la coesione nel gruppo, e per conservare il suo posto di lavoro, il coach McIntire riunisce le ragazze in casa sua per una cena, dopo propone loro di guardare un film che per abitudine guardava con i ragazzi che allenava.
Le ragazze per niente entusiaste al riguardo, non appena il coach le lascia sole litigano; Jordan rivela a Payson di aver ascoltato nel corridoio Kaylie e Kelly mentre parlavano della faccenda del video incriminato, rivela a tutti che Lauren ha mandato il video in forma anonima.
Payson finge di essere a conoscenza della faccenda, rimasta sola con Lauren le dice che non potrà più fidarsi di lei, la ragazza dispiaciuta e in lacrime chiede perdono all'amica.
Prima di andar via dall'abitazione del loro coach il gruppo promette di cominciare, dal giorno seguente, a fidarsi più del suo giudizio come allenatore.
Rigo si presenta a casa del coach e chiede di parlare con Payson; una volta fuori dall'abitazione il ragazzo la bacia.
Tornate nelle loro stanze, Payson decide di provare a perdonare Lauren a patto che lei si faccia aiutare per i suoi problemi di salute; la ragazza finalmente ammette di avere qualcosa che non va e di essere spaventata, le due si accordano per andare da un medico.
- Ascolti USA: telespettatori 1.103.000[3]

## Crescere è complicato
- Titolo originale: Growing Pains
- Diretto da: David Paymer
- Scritto da: Mary Hanes, Ken Hanes

### Trama
A metà del loro percorso, le ragazze si preparano a per la giornata organizzata in onore dei loro familiari. Le ragazze si dovranno esibire rappresentando grandi ginnaste del passato, che hanno segnato la storia nei giochi Olimpici.
Il padre di Payson si presenta solo per questa giornata e informa la figlia della nuova decisione della famiglia, lasciare Boulder e fare ritorno in Minnesota dove ha avuto una nuova offerta di lavoro; Payson infuriata litiga con il genitore.
Kelly è alle prese con il consueto atteggiamento di sua madre che, dopo essere stata licenziata in qualità di suo manager, continua a stressare la ragazza cercando di entrare nelle grazie del suo coach; con un pretesto organizza una cena a casa di McIntire e per tutta la serata elogia le qualità della figlia, infine propone al coach un accordo: in cambio di una sua raccomandazione per degli introiti pubblicitari lui dovrà far diventare Kelly rappresentante della squadra.
Jordan non avendo genitori è sola e demoralizzata, il suo coach dispiaciuto la sostiene per questa giornata; Kaylie nervosa per l'arrivo dei genitori e stufa di fare da "arbitro" nei loro litigi propone ad Austin di accompagnarla alla cena con i suoi.
Il ragazzo si presenta elegantissimo e impressiona notevolmente il padre di Kaylie parlando delle sue gesta sportive elogiandolo per tutta la serata; ritornati nei loro alloggi Austin dichiara il suo amore a Kaylie che però non si dichiara.
La mattina seguente Kaylie scopre che i suoi genitori, presi dal momento della bella serata trascorsa al ristorante, hanno passato la notte insieme; una volta discusso con sua madre e compreso che i genitori non torneranno insieme, la ragazza comprende il motivo per cui ha taciuto i suoi sentimenti ad Austin.
Dopo le esibizioni il coach McIntire informa Sheila che tra di loro non ci sarà mai nessun accordo e che non avvantaggerà alcuna ragazza; Payson accetta il trasferimento della sua famiglia.
Kaylie prende da parte Austin e gli dice di amarlo.
- Ascolti USA: telespettatori 1.220.000[4]

## Continua a sognare
- Titolo originale: Dream On
- Diretto da: Steve Miner
- Scritto da: Andrea Conway Kagey

### Trama
È in arrivo la semi-qualificazione per partecipare ai giochi Olimpici, verrà effettuata una dura selezione tra le ragazze.
Tutte sotto stress per la qualificazione, le ragazze dovranno rispettare il coprifuoco e non uscire dopo le sette di sera; Payson che vuole incontrarsi con Rigo, con l'aiuto di Lauren esce dal campus ed infrange il coprifuoco. Il coach viene informato tramite sms anonimo dell'infrazione del coprifuoco; si reca nel campus e punisce Lauren e Payson modificando il giorno della loro semi qualificazione, si dovranno esibire nel primo giorno anziché nel secondo.
Payson è preoccupata per i problemi di salute di Lauren, le due hanno scoperto che la perdita di conoscenza della ragazza sono dovute a dei battiti irregolari del suo cuore; nonostante le preghiere di Payson di prenotare una visita al più presto con un cardiologo, Lauren non dà ascolto alla ragazza e prenota per una visita a due settimane di distanza.
Il giorno delle semi qualificazioni, dopo essersi esibita Payson guarda Lauren in procinto di salire sulla trave ed immagina che la ragazza abbia un malore, presa dall'ansia non permette alla ragazza di esibirsi e rivela i suoi problemi cardiaci al coach e al resto dello staff.
Una volta appresa la notizia, lo staff impedisce a Lauren di esibirsi escludendola così dalla squadra; la ragazza è portata in ospedale per delle visite.
Kelly è tormentata dalla madre che non vuole che lei leghi con il resto del gruppo e si concentri maggiormente sulla sua carriera non fraternizzando. Payson e Kaylie si qualificano, al contrario di Kelly che deve lasciare la squadra; nuovamente attaccata dalla madre le dice di non voler più avere a che fare con lei; si scopre inoltre che Sheila era la "talpa" che informava con degli sms il coach riguardo a tutte le loro infrazioni. Non appena le ragazze lasciano la palestra la madre di Kelly scopre di essere stata vittima dei sotterfugi di Wendy, che finge di essere una ragazzina stralunata ma nella realtà vuole mandare a casa tutto il gruppo della Rock.
Kaylie e Payson fanno visita a Lauren in ospedale, la ragazza infuriata caccia Payson dicendole di non volerla mai più vedere poiché ha infranto il suo sogno olimpico; Payson fugge via piangendo e viene consolata da Rigo che l'aspetta all'uscita del centro medico.
- Ascolti USA: telespettatori 1.110.000[5]

## Ascolta l'universo
- Titolo originale: Listen to the Universe
- Diretto da: Glenn Steelman
- Scritto da: Michael Gans, Richard Register

### Trama
Lauren, ricoverata nel centro medico sportivo, è devastata quando apprende dal medico che dovrà affrontare un intervento a cuore aperto per risolvere il suo problema; questo però non le consentirà di riprendere gli allenamenti a breve termine; il suo sogno olimpico è quindi spezzato. Payson non si rassegna a tale eventualità, così cerca di rintracciare un cardiologo famoso per una procedura sperimentale che comporti un periodo di convalescenza molto più breve; l'unico problema è riuscire a parlare con questo dottore che è in ritiro spirituale. Con l'aiuto di Rigo, viaggiano con la moto fino a Santa Fe e rintracciano il ritiro. Dopo aver parlato con il dottore, Payson non ottiene il responso che cercava; il medico non visiterà Lauren poiché sportiva, quindi soggetto maggiormente a rischio.
Austin, alle prese con i suoi esercizi in vista delle eliminazioni interne, chiede aiuto a Kaylie per alcuni salti; la ragazza gli consiglia, visti i suoi dolori alla schiena, di fare per quanto riguarda gli esercizi a corpo libero un semplice avvitamento per non affaticarsi e conservare tutta la sua potenza per l'esercizio agli anelli.
Nel frattempo Wendy ha intenzione di superare Kaylie nella classifica e per far ciò vuole destabilizzare il suo equilibrio; fa scattare l'allarme anti incendio nella sua stanza così che lei e Jordan possano trasferirsi nella stanza di Payson e Kaylie.
Jordan però decide di riappacificarsi con Kaylie e decide di coprire la "fuga" di Payson in cerca del dottore; Wendy ignara di tutto credendo di parlare con Payson sparla di Jordan, non sapendo che era questa in realtà sotto le coperte.
Scoperto il trucchetto di Wendy, Jordan le dice di cambiare il suo atteggiamento poiché si vince solo in un team.
Lauren riceve la visita di Jake, il ragazzo della squadra dei wrestler con cui è stata in lotta fin dall'inizio per prendere la statua di Otis; il ragazzo, scoperte le sue condizioni di salute, le porta la statua come augurio per la sua salute e il suo futuro olimpico.
Il giorno seguente pronta per l'operazione Lauren ha accettato l'idea di un differente futuro nella sua vita, chiarisce la situazione con Payson ed inaspettatamente riceve la visita del cardiologo precedentemente contattato da Payson, che ora, convinto, accetta di visitarla e di verificare se effettivamente può o meno essere una candidata per la sua procedura.
Austin apprende di essere fuori dalla squadra; incolpa Kaylie del suo fallimento per avergli consigliato un salto troppo semplice anche perché non ha potuto nemmeno mostrare la sua bravura agli anelli.
Payson decide di trascorrere la notte con Rigo; dopo il litigio con Austin Kaylie si reca al dormitorio del ragazzo dove apprende che ha lasciato il campus quindi anche lei.
- Guest star:  Anthony Starke (Steve Tanner); Candace Cameron Bure (Summer van Horne)
- Ascolti USA: telespettatori 907.000[6]

## Un'amara verità
- Titolo originale: Truth Be Told
- Diretto da: Bethany Rooney
- Scritto da: Liz Maccie, Andrea Conway Kagey

### Trama
Lauren deve finalmente affrontare l'operazione non invasiva al cuore che, le permetterà un numero inferiore di giorni di degenza rispetto a quella a cuore aperto. Nonostante l'operazione sia un successo, il dottore non vuole correre alcun rischio per cui impedisce il ritorno immediato di Lauren agli allenamenti.
Arriva al campus il coach Ray, vecchio allenatore di Kaylie e Jordan, nonché motivo originario di discordia tra le due amiche; contattato dal coach McIntire, Ray deve trascorrere ogni giorno del tempo individualmente con tutte le ragazze del team per migliorare i loro esercizi.
Jordan, al contrario di Kaylie, non sembra affatto entusiasta dell'arrivo del vecchio coach.
Nel frattempo Wendy continua la sua missione segreta per eliminare tutte le ragazze della Rock; la ragazza così decide di domandare alla nutrizionista del campus, fingendo di avere l'influenza, quali medicinali possano contenere delle sostanze bandite che facciano risultare positive nel test del doping. La donna fornisce alla ragazza una lista con i nomi dei medicinali che deve assolutamente evitare, ignara che la giovane voglia somministrarli a Kaylie.
Distrutta dalla rottura con Austin, Kaylie attraversa un momento difficile; fingendo interesse nei suoi confronti Wendy finge di prendersi cura della ragazza preparandole con questo pretesto un frullato dove ha mischiato una piccola quantità di medicinale contenente efedrina. Ignara di tutto, Kaylie beve il frullato.
Lauren convince il suo medico a farla allenare con dei dispositivi wireless che controllino eventuali anomali battiti del suo cuore; l'allenamento viene interrotto dal dottore prima che la ragazza abbia un ulteriore picco. Lauren cerca, insieme a Jake, di affrontare la sua improvvisa paura della trave; mentalmente si esercita nei suoi esercizi di routine e felice per aver superato le sue paure ringrazia il ragazzo con cui ha molta sintonia.
Jordan non appena vede rientrare Wendy da un allenamento "fuori orario" con il coach Ray perde le staffe e fugge dalla stanza; verrà seguita da Kaylie che allibita cercherà di fermarla mentre la ragazza distrugge l'auto del coach nel parcheggio. Non appena la ragazza si ferma, confida a Kaylie di essere stata molestata anni prima dall'uomo e, per questo motivo, l'aveva allontanata per non permettere al coach di fare del male anche alla sua amica.
Sconvolta Kaylie convince Jordan a rivelare tutto, le due sono interrotte dall'arrivo della polizia.
- Ascolti USA: telespettatori 1.090.000[7]

## Le magnifiche cinque
- Titolo originale: United Stakes
- Diretto da: Michael Schultz
- Scritto da: Kerry Lenhart & John J. Sakmar

### Trama
Payson decide di migliorare il suo esercizio a corpo libero; il coach McIntire difatti le dice che la sua performance ispirata alla danza del cigno le assicurerà quasi sicuramente un posto alle olimpiadi, ma sarà la ginnasta di apertura.
Con il rischio quindi di perdere un posto sicuro per andare a Londra, Payson durante un appuntamento romantico con Rigo trae ispirazione da una canzone latina per inventarsi una nuova coreografia.
Nel frattempo Kaylie e Payson aiutano Jordan nel denunciare il coach Ray per gli abusi subiti anni addietro; le due ragazze tramite i social network contattano altre loro coetanee che hanno partecipato al campeggio sportivo con lo stesso coach e scoprono che numerose ragazze hanno subito le stesse molestie di Jordan.
Convinta ed incoraggiata dal gruppo, Jordan decide di non nascondersi e denunciare tutto all'associazione; il coach Ray viene poi arrestato.
Kaylie viene convocata dal NGO e informata dell'esito positivo del suo test anti doping; la ragazza pur affermando di non aver preso alcuna sostanza perde il posto nella squadra.
Austin torna da Kaylie e i due si riconciliano. È arrivato il giorno delle ultime qualificazioni per le olimpiadi e dopo aver convinto a far partecipare comunque Kaylie, l'associazione non tiene conto della sua ottima performance per via dei risultati del doping; insospettita da una strana affermazione di Wendy, Lauren indaga nella stanza della ragazza dove scopre il sotterfugio attuato per eliminare Kaylie.
Denunciato tutto all'associazione, Lauren smaschera Wendy trovandole l'efedrina nascosta nel lucida labbra; la ragazza viene squalificata.
Kaylie, Payson, Lauren e Jordan fanno ufficialmente parte della squadra rappresentante gli Stati Uniti nelle Olimpiadi di Londra 2012.
- Guest star:  Neil Jackson (Sasha Belov); Anthony Starke (Steve Tanner); Candace Cameron Bure (Summer van Horne); Brett Cullen (Mark Keeler); Rosa Blasi (Ronnie Cruz); Jason Manuel Olazabal (Alex Cruz)
- Ascolti USA: telespettatori 1.090.000[7]